# 11-es főút
11-es főút (ungarisch für ‚Hauptstraße 11‘) ist eine ungarische Hauptstraße. Sie zweigt in Budapest von der 10-es főút ab und führt am orographisch rechten Donauufer flussaufwärts zunächst nach Szentendre (deutsch: Sankt Andrä) und weiter durch das Donauknie nach Visegrád (deutsch: Plintenburg). In ihrem weiteren Verlauf führt sie in die Erzbischofsstadt Esztergom (deutsch: Gran). Dort zweigt die 111-es főút nach Süden ab und die 11-es főút endet nach 5 km an der 117-es főút, die zur 10-es főút führt.
Die Gesamtlänge der Straße beträgt 72 Kilometer.